# Gerald Dreyer
Gerald Dreyer, född 22 september 1929 i Pretoria, död 5 september 1985 i Pretoria, var en sydafrikansk boxare.
Dreyer blev olympisk mästare i lättvikt i boxning vid sommarspelen 1948 i London.